# Lauren Phoenix
Pour les articles homonymes, voir Phoenix.
Lauren Phoenix née le 13 mai 1979 à Toronto, est une actrice pornographique, réalisatrice et mannequin canadienne.

## Biographie
Après des études artistiques à l'Université de Western Ontario où elle apprend la musique et le chant, elle se lance en 2000 à l'âge de 20 ans dans la danse et le striptease. Elle se produit dans plusieurs villes canadiennes éloignées de Toronto afin d'éviter de croiser des connaissances, ainsi qu'à Las Vegas et à Londres.
Son anonymat ne dure pas : après avoir songé à monter une société de cybersexe avec son compagnon de l'époque, elle commence sa carrière dans le cinéma pornographique en 2003 en passant par l'agence World Modeling Talent Agency. Elle tourne ses premières scènes avec Ed Powers.
Elle a depuis participé à près de 300 films, et a aussi travaillé pour quelques sites internet. Ses prestations s'inscrivent dans le style gonzo où la performance prime sur un quelconque scénario. Elle fait sa spécialité de la sodomie et des doubles pénétrations.
Elle s'impose en quelques années comme une actrice porno de premier plan et est récompensée comme telle en 2005 par le prix AVN Female Performer of the Year.
Elle a travaillé entre autres avec les studios Hustler, Sin City, Mayhem, Evil Angel, Devil's Films, Red Light District Video, Torrid Entertainment et Defiance Films avec lequel elle a été récemment (2006) sous contrat d'exclusivité en tant qu'actrice et réalisatrice. La plupart de ses films ont été tournés en Californie, pierre angulaire de l'industrie du X.
En 2004 elle est nommée pour le AVN Best New Starlet et en 2005 elle reçoit le AVN Female Performer of the Year, décerné par le magazine spécialisé Adult Video News pour récompenser les meilleures actrices du milieu X.
En 2005 Lauren Phoenix passe à la réalisation, sans cesser de jouer dans ses films : Shut Up & Fuck Me (2005), Pussy POV (2005) et Kiss My Ass (2006). Defiance Films lui donne la double casquette de réalisatrice et d'actrice.
En 2006 elle pose pour une publicité de la marque de vêtements American Apparel, de Dov Charney avec qui elle est amie.

## Récompenses et nominations
Récompenses
- AVN Award

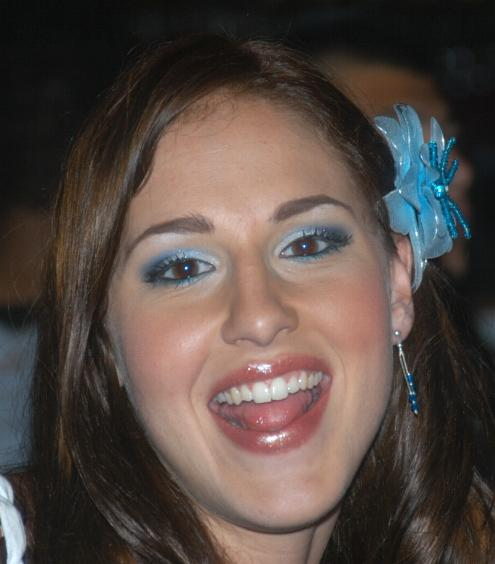
Lauren Phoenix en 2005

  - 2005 : Performeuse de l'année (Female Performer of the Year)[4]
- XRCO award
  - 2005 :Female Performer of the Year
  - 2005 :Orgasmic Analist
  - 2004 :New Starlet
  - 2004 :Orgasmic Analist

Nominations
- AVN Award
  - 2006 : Best All-Girl Sex Scene, "The Epiphany" (2004)
  - 2006 : Best Anal Sex Scene, "Flesh Fest 3" (2005) avec Anthony Hardwood
  - 2006 : Best Group Sex Scene, "Clusterfuck 3" (2004)
  - 2006 : Best Group Sex Scene, "Semen Sippers 3" (2004)
  - 2006 : Best Solo Sex Scene, "Anal Showdown" (2005)
  - 2006 : Best Supporting Actress, "Edge Runner" (2004)
  - 2006 : Best Tease Performance, "Fuck Me" (2005)
  - 2006 : Female Performer of the Year
  - 2005 : Best Anal Sex Scene, "A.n.a.l. 3: Bum Rush" (2004)
  - 2005 : Best Threeway Sex Scene, "Big Wet Asses 4" (2004) avec Katrina Kraven & Tony T.
  - 2005 : Best Threeway Sex Scene, "Buttwoman Iz Lauren Phoenix" (2004) avec Cytherea & Randy Spears
  - 2005 : Best Tease Performance, "I'm Your Slut 2" (2003)
  - 2005 : Best Group Sex Scene, "Double Teamed 2" (2004) avec Ben English, Missy Monroe, Mr. Pete
  - 2005 : Best Couples Sex Scene, "Sodomania 41" (2003)
  - 2004 : Best New Starlet
  - 2004 :  Best Group Sex Scene, "Grand Theft Anal" (2003) avec Mark Davis
- XRCO Award
  - 2005 : Female Performer of the Year
  - 2005 : Orgasmic Analist
  - 2004 : New Starlet
  - 2004 : Orgasmic Analist